# ペーター・ヴェルンホファー
ペーター・ヴェルンホファー（Peter Wellnhofer, 1936年 - ）は、ミュンヘンのバイエルン州立古生物・地史学コレクション (Bayerische Staatssammlung fur Paläontologie) の管理長をつとめるドイツの古生物学者である。
ミュンヘン生まれ。始祖鳥の様々な化石標本に関する研究でよく知られる。他の業績としては"The Illustrated Encyclopedia of Pterosaurs" などがある。
Wellnhoferia はArchaeopteryx 標本の一つを別属であるとして命名されたものだが、彼に献名されている。
2007年ミュンヘンで行われた翼竜研究者の特別会合はヴェルンホファーに捧げられたものであり、ヴェルンホファーを「翼竜における最近40年間での最高権威」と評した。この会合では彼を讃えて"Flugsaurier: pterosaur papers in honour of Peter Wellnhofer" と題された小冊子 (Festschrift) が制作された。